# Herning–Skjern Jernbane
Herning-Skjern Jernbane är en statsägd järnväg som går mellan Herning och Skjern i Region Midtjylland i Danmark. Banan trafikeras endast med dieseltåg.

## Trafik
Banan trafikeras bland annat av följande tåg:
- Regionaltåg med GoCollective, varje timme, på knappt 40 minuter. Samma tåg och fler ytterligare går österut mot Århus.

Fordon är Alstom LHB Coradia LINT 41.